# Distretto di Jiangning
Il distretto di Jiangning è un distretto dello Jiangsu, in Cina. È sotto l'amministrazione della città di Nanchino.